# Universiteit Siegen
De Universiteit Siegen (Duits: Universität Siegen) is een universiteit in de Duitse deelstaat Noordrijn-Westfalen gevestigd in de stad Siegen.
De universiteit werd in 1972 opgericht als een Gesamthochschule, een universitaire hogeschool. In 1980 werd gekozen voor de naam Universität-Gesamthochschule Siegen. Sinds 2003 gebruikt de instelling de huidige naam.
De stad heeft al een veel oudere universitaire en hogeschooltraditie, sinds in 1536 in Siegen een Latijnse school werd opgericht die op het einde van de 16e eeuw werd aangeduid als de Hohe Schule Herborn. In de 19e en 20e eeuw ging het om de Staatliche Ingenieurschule, de Staatliche Höhere Wirtschaftsfachschule en de Pädagogische Hochschule Siegerland die in 1971 fuseerden en de huidige instelling vormden.
De meeste activiteiten van de universiteit zijn geconcentreerd in drie gebieden in Siegen, de campus op Haardter Berg, de Emmy-Noether-Campus, en de Universitätsverwaltung Herrengarten. In 2017 telde de instelling 18.618 studenten en 2.153 personeelsleden waarvan 262 professoren.
Aken · Augsburg · Bamberg: Otto-Friedrich · Bayreuth · Berlijn (Vrije Universiteit · Humboldt · Technische Universiteit · Kunsten) · Bielefeld · Bochum · Bonn · Braunschweig · Bremen (Universiteit Bremen · Jacobs University) · Chemnitz · Clausthal · Cottbus-Brandenburg · Darmstadt · Dortmund · Dresden · Duisburg-Essen · Düsseldorf: Heinrich Heine · Eichstätt-Ingolstadt · Erfurt · Erlangen-Neurenberg: Friedrich-Alexander · Frankfurt am Main · Frankfurt an der Oder: Europa · Freiberg · Freiburg · Gießen · Göttingen: Georg August · Greifswald: Ernst Moritz Arndt · Hagen · Halle-Wittenberg: Martin Luther · Heidelberg: Ruprecht Karls · Hamburg (Hamburg · HafenCity · Hamburg-Harburg · Helmut Schmidt) · Hannover (Hannover · Medische Hogeschool) · Hildesheim · Hohenheim · Ilmenau · Jena: Friedrich Schiller · Kaiserslautern · Karlsruhe · Kassel · Keulen · Duitse Sporthogeschool Keulen · Kiel: Christian Albrechts · Koblenz-Landau · Konstanz · Leipzig · Lübeck · Lüneburg: Leuphana · Magdeburg: Otto von Guericke · Mainz: Johannes Gutenberg · Mannheim · Marburg: Philipps · München (Ludwig Maximilians · Technische Universiteit · Oekraïense Vrije Universiteit · Universiteit van het Bondsleger) · Münster · Oldenburg: Carl von Ossietzky · Osnabrück · Paderborn · Passau · Potsdam · Regensburg · Reutlingen · Rostock · Saarbrücken · Siegen · Stuttgart · Trier · Tübingen: Eberhard-Karls · Ulm · Vechta · Weimar: Bauhaus · Witten: Herdecke · Wuppertal · Würzburg: Julius Maximilians